# Miramar, Tamaulipas
Miramar är en ort i Mexiko.   Den ligger i kommunen Altamira och delstaten Tamaulipas, i den östra delen av landet, 300 km norr om huvudstaden Mexico City. Miramar ligger 8 meter över havet och antalet invånare är 67 689.
Terrängen runt Miramar är mycket platt. Havet är nära Miramar åt nordost. Runt Miramar är det mycket tätbefolkat, med 4 343 invånare per kvadratkilometer. Närmaste större samhälle är Tampico, 4,8 km söder om Miramar. Runt Miramar är det i huvudsak tätbebyggt.